# Labastide-en-Val

Labastide-en-Val este o comună în departamentul Aude din sudul Franței. În 1 ianuarie 2022 avea o populație de 89 de locuitori.